# Broniszowice (Otmuchów)
Broniszowice (deutsch Brünschwitz) ist ein Dorf der Stadt- und Landgemeinde Otmuchów im Powiat Nyski in der Woiwodschaft Opole in Polen.

## Geographie

### Geographische Lage
Das Straßendorf Broniszowice liegt im Südwesten der historischen Region Oberschlesien. Der Ort liegt etwa fünf Kilometer südlich des Gemeindesitzes Otmuchów, etwa 17 Kilometer südwestlich der Kreisstadt Nysa und etwa 71 Kilometer südwestlich der Woiwodschaftshauptstadt Opole.
Broniszowice liegt in der Przedgórze Sudeckie (Sudetenvorgebirge) innerhalb der Przedgórze Paczkowskie (Patschkauer Vorgebirge). Westlich des Dorfes liegt der Zajecza Góra (Hasenberg), welcher eine Höhe von 240 ü. NN. besitzt.

### Nachbarorte
Nachbarorte von Broniszowice sind im Nordosten Wierzbno (Würben), im Süden Kałków (Kalkau), im Südwesten Piotrowice Nyskie (Peterwitz) sowie im Nordwesten Meszno (Mösen).

## Geschichte

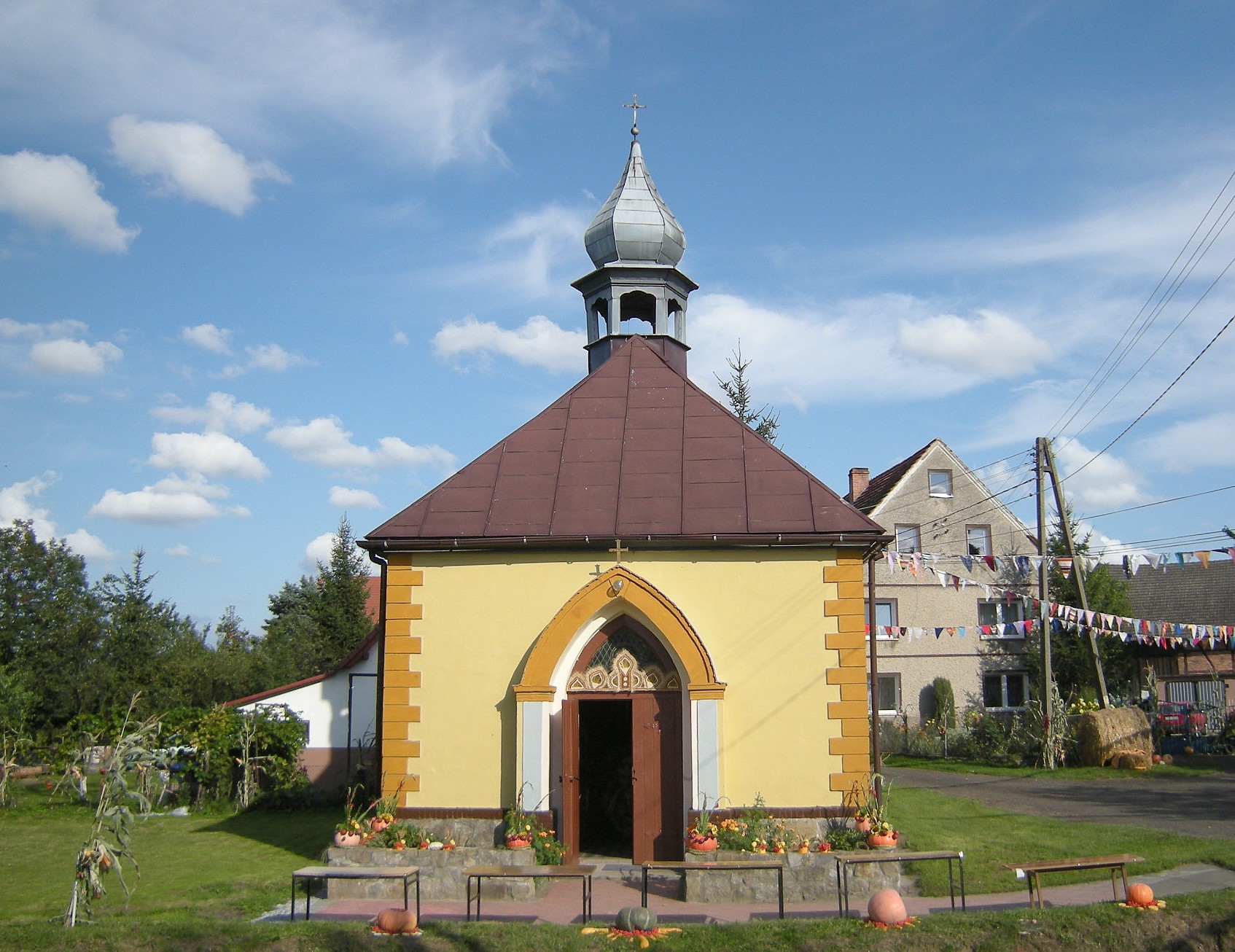
Kapelle Mutterschaft Mariens

In dem Werk Liber fundationis episcopatus Vratislaviensis aus den Jahren 1295–1305 wird der Ort erstmals als Bronissowicz erwähnt.
Nach dem Ersten Schlesischen Krieg 1742 fiel Brünschwitz mit dem größten Teil Schlesiens an Preußen. Während des Siebenjährigen Krieges waren auf dem westlich liegenden Hasenberg preußische Soldaten stationiert. 1777 wurde im Ort eine hölzerne Kapelle mit einem Glockenturm erbaut.
1809 waren auf dem westlich liegenden Hasenberg württembergische Soldaten stationiert. Nach der Neuorganisation der Provinz Schlesien gehörte die Landgemeinde Brünschwitz ab 1816 zum Landkreis Neisse im Regierungsbezirk Oppeln. 1845 bestanden im Dorf 22 Häuser sowie 142 Einwohner. 1855 lebten 288 Menschen in Brünschwitz. 1865 bestanden im Ort sieben Bauern-, eine Gärtner- und elf Häuslerstellen. Eingeschult waren die Bewohner nach Petersheide. 1874 wurde der Amtsbezirk Kalkau gegründet, welcher aus den Landgemeinden Baucke, Brünschwitz, Kalkau, Peterwitz, Schwandorf und Würben und den Gutsbezirken Baucke, Kalkau, Peterwitz, Schwandorf und Würben bestand. 1885 zählte Brünschwitz 128 Einwohner.
1933 lebten in Brünschwitz 160 sowie 1939 187 Menschen. Bis Kriegsende 1945 gehörte der Ort zum Landkreis Neisse.
Als Folge des Zweiten Weltkriegs fiel Brünschwitz 1945 wie der größte Teil Schlesiens unter polnische Verwaltung. Nachfolgend wurde es in Broniszowice umbenannt und der Woiwodschaft Schlesien angeschlossen. Die deutsche Bevölkerung wurde weitgehend vertrieben. 1950 wurde es der Woiwodschaft Oppeln eingegliedert. 1999 kam der Ort zum wiedergegründeten Powiat Nyski. 2006 lebten 98 Menschen im Ort.

## Sehenswürdigkeiten
- Die römisch-katholische Kapelle Mutterschaft Mariens (poln. Kaplica Macierzyństwa NMP) wurde in der zweiten Hälfte des 19. Jahrhunderts erbaut.[9]